# Saint-Martin-de-Seignanx
Saint-Martin-de-Seignanx là một xã, thuộc tỉnh Landes trong vùng Nouvelle-Aquitaine. Xã này có diện tích 45,35 kilômét vuông, dân số năm 2006 là 4710 người. Xã này nằm ở khu vực có độ cao trung bình 56 mét trên mực nước biển.

## Biến động dân số
| Năm | 1962  | 1968  | 1975  | 1982  | 1990  | 1999  | 2006  |
| --- | ----- | ----- | ----- | ----- | ----- | ----- | ----- |
| Dân số | 2 003 | 2 053 | 2 318 | 2 903 | 3 047 | 3 903 | 4 710 |
| From the year 1962 on: No double counting—residents of multiple communes (e.g. students and military personnel) are counted only once. |       |       |       |       |       |       |       |